# José Ariès
Pour les articles homonymes, voir Ariès.
José Ariès, né le 27 mars 1888 à Bordeaux et mort le 22 février 1977 dans le 8e arrondissement de Paris, est un haut fonctionnaire et banquier français.

## Biographie
Joseph Louis Camille Ariès est le fils de Charles Ariès et de Marie Massenet. Il est le neveu du colonel Emmanuel Ariès et le petit-neveu de Jules Massenet. Il épouse Mlle Martin-Decaen (1894-1972), nièce de l'abbé André Martin-Decaen. Son fils, Jean Ariès, époux de l'historienne de l'art Maddy Ariès (conservateur en chef au Musée de l'Île-de-France et fille d'André Goüin), est propriétaire de la Commanderie de Neuilly-sous-Clermont et commanditaire des Jardins des Ariès. Il est également le grand-père de la  conservatrice et historienne de l'art Antoinette Le Normand-Romain.
Il suit sa scolarité à Sainte-Marie Grand Lebrun puis au lycée de Bordeaux, sort licencié en droit de la faculté de droit de Bordeaux et diplômé de l'École des hautes études commerciales de Paris (HEC). Il intègre l'inspection générale des finances en 1912 et passe inspecteur des finances peu avant la guerre.
Il est mobilisé lors du déclenchement de la guerre, sa santé le conduit à servir en tant qu'interprète puis directeur administratif de la poudrerie nationale de Pont-de-Buis. Il tente de servir dans l'aviation, mais est déclaré inapte une seconde fois, passant en conséquence ordonnateur secondaire de l'Office de reconstitution agricole (ORA) des régions libérées au service de la culture des terres du ministère de l'Agriculture (1917-1919).
Réintégré dans l'inspection des finances, il en démissionne en 1920 pour passer dans le secteur privé et devient administrateur délégué de la Société générale des travaux. Il prend les mêmes fonctions à la Banque Renauld en 1923, qu'il conserve jusqu'en 1930, passant alors vice-président du conseil d'administration de la banque. Il la représente au sein du conseil des Tanneries de France et est également administrateur délégué de la Société alsacienne et lorraine de recherches minières (Salrem).
Il entre à la Banque de l'Union des mines en 1931 en tant que secrétaire général puis administrateur-directeur général. À la suite du retrait de la présidence du conseil d'administration de Louis Quesnot en 1943, il ajoute ces fonctions à celles de directeur général. Il en est président-directeur général jusqu'en 1956, laissant la direction générale à Demenge et Cipriani, tout en conservant la présidence. Par l'intermédiaire du nouveau directeur général Jean Gibert, Jack Francès convainc Ariès d'une fusion avec la BGI-La Hénin, qui se concrétise en 1963, donnant ainsi naissance à l'Union des Mines-La Hénin. Elle fusionne à nouveau en 1966 avec la Banque de Suez pour former la Banque de Suez et de l'Union des mines (BSUM).
Président de la Compagnie des phosphates de Constantine, Ariès siège au conseil d'administration de la Société anonyme de crédit à l'industrie française (Calif), de la British and Continental Banking Company (BCBC), de la Banque de l'Algérie, du Crédit marocain, du Comptoir des mines et des grands travaux du Maroc, de la Société marocaine d'explosifs et d'accessoires de mines (Nobel), de la CGEM, etc.
Il est membre du conseil de la Fraternité mondiale.
Il est promu officier de la Légion d'honneur en 1939.

## Distinctions
- Officier de la Légion d'honneur (1939).

### Sources
- Emmanuel Chadeau, Les inspecteurs des finances au XIXe siècle (1850-1914) : profil social et rôle économique, 1986
- Jean Guérin, Des hommes et des activités : autour d'un demi-siècle, 1957
- Fabien Cardoni, Nathalie Carré de Malberg et Michel Margairaz (dir.), Dictionnaire historique des inspecteurs des Finances 1801-2009, Institut de la gestion publique et du développement économique, Comité pour l’histoire économique et financière de la France, 2012
- Hubert Bonin, Les banques françaises de l'entre-deux-guerres (1919-1935). Volume 1, 2002